# Jean-Marie Villégier
Répertoire
Théâtre de Corneille
Atys de Jean-Baptiste Lully
Scènes principales
Théâtre national de Strasbourg
Jean-Marie Villégier est un metteur en scène français de théâtre et d'opéra né le 4 juillet 1937 à Orléans (Loiret) et mort le 23 janvier 2024 à Brest (Finistère).

## Biographie
Élève de l'École normale supérieure, agrégé de philosophie, il est nommé à l'université de Nancy en 1965, d'abord au Centre universitaire international de formation et de recherche dramatique (CUIFERD), puis au département d'études théâtrales et cinématographiques. De 1973 à 1980, il est l'un des responsables du Centre de dramaturgie de l'Opéra de Paris. Ce n'est qu'après ces longs détours qu'il se consacre pleinement à la mise en scène.
Ses premiers spectacles sont le fruit d'une collaboration avec Marcel Bozonnet : Léonce et Léna de Georg Büchner en 1969 et Héraclius de Pierre Corneille en 1971. Il s'intéresse ensuite à La Tentation de saint Antoine de Gustave Flaubert dont il fera plusieurs mises en scène tout au long de sa carrière.
De 1973 à 1981, il est l’un des responsables du Centre de dramaturgie de l'Opéra de Paris, créé par Rolf Liebermann. En 1983, il passe à la mise en scène lyrique avec La Cenerentola de Rossini. Avec William Christie, il recrée en 1986 Atys de Lully qui marquera la renaissance de l'opéra baroque en France ; ce sera le début d'une longue collaboration. Dès lors, il alternera les mises en scène d'opéra et de théâtre.
Au début des années 1980, Jean-Marie Villégier définit deux des grandes lignes directrices qui vont durablement l'orienter : Corneille connu et inconnu (Nicomède, Sophonisbe), et les contemporains de Corneille (Tristan L'Hermite, Jean Mairet, etc.). Metteur en scène invité à l'École supérieure d'art dramatique du Théâtre national de Strasbourg, il y dirige plusieurs exercices avant d'être nommé directeur du TNS en 1990.
En 1985, il fonde sa propre compagnie, l'Illustre Théâtre, en souvenir de la troupe de Molière, et continue son exploration du répertoire français en mettant sur scène les auteurs classiques Corneille, Racine, Molière bien sûr, mais aussi et surtout des auteurs oubliés tels que Mairet, Lambert, Brosse, Pierre de Larivey.
Il meurt le 23 janvier 2024 à Brest à l'âge de 86 ans,.

## Mises en scène

### Théâtre
- 1969 : Léonce et Léna de Georg Büchner
- 1971 : Héraclius de Corneille
- 1984 : Cinna de Corneille, Comédie-Française
- 1984 : La Mort de Sénèque de Tristan L'Hermite, Comédie-Française
- 1986 : Dom João ou o convidado de pedra de Molière, Théâtre national Dona Maria II, Théâtre national de l'Odéon
- 1987 : Les Galanteries du duc d'Ossone de Jean Mairet, Comédie de Caen, Théâtre national de Strasbourg
- 1988 : Le Drame de la vie de Rétif de la Bretonne, théâtre de l'Athénée Louis-Jouvet
- 1989 : Le Fidèle de Pierre de Larivey, Théâtre national de Chaillot
- 1991 : Phèdre de Racine, théâtre d'Évreux, Théâtre national de Strasbourg, théâtre de Caen, théâtre de l'Est parisien, théâtre de la Manufacture, Maison de la culture de Bourges, Théâtre national Wallonie-Bruxelles
- 1992 : La Magie sans magie de Lambert, Théâtre national de Strasbourg
- 1992 : Les Innocents coupables de Brosse, Théâtre national de Strasbourg
- 1994 : La Troade de Robert Garnier, Auditorium du Louvre, Théâtre national de Strasbourg, théâtre de Caen
- 1994 : Le Menteur de Corneille, Théâtre national de Belgique
- 1994 : L'Île des esclaves et La Colonie de Marivaux, Théâtre national de Strasbourg, théâtre de Caen
- 1995 : Héraclius de Corneille, théâtre de l'Athénée Louis-Jouvet
- 1995 : Médée de Corneille, Auditorium du Louvre
- 1996 : Cosroès de Jean de Rotrou, théâtre de l'Athénée Louis-Jouvet
- 1996 : Sophonisbe de Corneille, théâtre de l'Athénée Louis-Jouvet
- 1996 : Bradamante de Robert Garnier, Auditorium du Louvre
- 1997 : L'Illusion comique de Corneille, théâtre de l'Athénée Louis-Jouvet, théâtre de Caen
- 1997 : Antigone ou la Piété de Robert Garnier, Auditorium du Louvre
- 1998 : Les Juives de Robert Garnier, Auditorium du Louvre
- 1999 : Le Tartuffe ou l'Imposteur de Molière, théâtre de l'Athénée Louis-Jouvet
- 2001 : Les Philosophes amoureux de Philippe Néricault Destouches, Maison de la Culture de Loire-Atlantique Nantes
- 2001 : Le Mariage de Le Trouhadec de Jules Romains, théâtre de l'Athénée Louis-Jouvet
- 2002 : Victor et Juliette de Victor Hugo, théâtre d'Angoulême
- 2003 : Les Deux Trouvailles de Gallus de Victor Hugo, mise en scène avec Jonathan Duverger, Scène nationale Évreux-Louviers, théâtre de Caen, Théâtre national de Belgique, Les Gémeaux
- 2004 : Les Joyeuses Commères de Windsor de William Shakespeare, mise en scène avec Jonathan Duverger, théâtre de l'Athénée Louis-Jouvet
- 2005 : L'Amour médecin et Le Sicilien ou l'Amour peintre de Molière et Jean-Baptiste Lully, mise en scène avec Jonathan Duverger, direction musicale William Christie, Comédie-Française
- 2006 : La Révolte d'Auguste de Villiers de l'Isle-Adam, mise en scène avec Jonathan Duverger, Maison de la culture de Bourges, théâtre de l'Athénée Louis-Jouvet
- 2008 : Dom Juan de Molière, Nuits de la Bâtie d'Urfé, théâtre de l'Ouest parisien
- 2012 : Le Journal d'une femme de chambre, d'après le roman d'Octave Mirbeau, mise en scène avec Jonathan Duverger, création à Lesneven, puis théâtre de l'Ouest parisien
- 2013 : Mémoires de l'abbé de François-Timoléon de Choisy habillé en femme, le 21 Mars 2013 au Centre National du Costume de Scène,

### Opéra
- 1983 : La Cenerentola  de Gioachino Rossini, direction musicale Sylvain Cambreling, La Monnaie
- 1985 : L'incoronazione di Poppea de Claudio Monteverdi, direction musicale Gustav Leonhardt,  Opéra de Nancy, Opéra-théâtre de Metz
- 1986 : Atys de Jean-Baptiste Lully, livret Philippe Quinault, direction musicale William Christie, Teatro Metastasio Prato, Opéra-Comique, théâtre de Caen, Opéra Comédie, Opéra royal du château de Versailles
- 1990 : Le Malade imaginaire de Molière et Marc-Antoine Charpentier, direction musicale William Christie, théâtre du Châtelet
- 1991 : La Fée Urgèle d'Egidio Duni, livret Charles-Simon Favart, et La Répétition interrompue de Charles-Simon Favart, direction musicale Christophe Rousset, Opéra-Comique
- 1993 : Médée de Marc-Antoine Charpentier, livret Thomas Corneille, direction musicale William Christie, théâtre de Caen, Opéra national du Rhin, Opéra-Comique (du 15 au 30 juin).
- 1996 : Hippolyte et Aricie de Jean-Philippe Rameau, direction musicale William Christie, Opéra Garnier, Opéra de Nice, théâtre de Caen
- 1998 : Rodelinda de Georg Friedrich Haendel, direction musicale William Christie, Festival de Glyndebourne
- 1999 : Les Métamorphoses de Psyché de Jean-Baptiste Lully, direction musicale William Christie, Scène nationale de Cherbourg, Grand Théâtre de Bordeaux, théâtre de Caen, Opéra de Lyon, Opéra-Comique
- 2002 : Béatrice et Bénédict d'Hector Berlioz, mise en scène avec Jonathan Duverger, direction musicale Emmanuel Joël et Jean-Yves Ossonce, Opéra de Lausanne, Grand Théâtre de Bordeaux, Opéra national du Rhin
- 2010 : Jephtha de Georg Friedrich Haendel, mise en scène avec Jonathan Duverger, direction musicale Jane Glover, Opéra national du Rhin, Grand Théâtre de Bordeaux
- 2011 : Atys de Jean-Baptiste Lully, Opéra-Comique, théâtre de Caen, Grand Théâtre de Bordeaux, Opéra royal de Versailles, Brooklyn Academy of Music

## Distinctions
- Grand prix de la musique du syndicat de la critique 1987 pour Atys.